# Falborz
Falborz – wieś w Polsce położona w województwie kujawsko-pomorskim, w powiecie włocławskim, w gminie Brześć Kujawski.
W czasie kampanii wrześniowej stacjonowała tu 43 Eskadra Towarzysząca.
| SIMC    | Nazwa       | Rodzaj    |
| ------- | ----------- | --------- |
| 1032746 | Jesionowo   | część wsi |
| 1032841 | Majdany     | część wsi |
| 1032976 | Pod Granicę | część wsi |
| 1033020 | Przy Szosie | część wsi |
| 1033154 | Wymysłowo   | część wsi |

Wieś królewska, położona w II połowie XVI wieku w powiecie brzeskokujawskim województwa brzeskokujawskiego, należała do starostwa brzeskokujawskiego. Do 1954 roku istniała gmina Falborz.
W latach 1954–1959 wieś należała i była siedzibą władz gromady Falborz, po przeniesieniu siedziby gromady w gromadzie Stary Brześć. W latach 1975–1998 miejscowość administracyjnie należała do województwa włocławskiego.
Według Narodowego Spisu Powszechnego (III 2011 r.) liczyła 294 mieszkańców. Jest siódmą co do wielkości miejscowością gminy Brześć Kujawski.